# Irish Moiled
La Irish Moiled es una raza bovina irlandesa poco común, utilizada para la producción de leche y carne.

## Descripción general
En la lengua irlandesa Moile significa la cúpula encuestados en la cabeza o hornless. La raza es típicamente color rojo marcado por una línea blanca o 'finching' en la espalda y en virtud de las partes, pero puede variar de color blanco con rojo orejas a casi todos de color rojo. Una raza de tamaño mediano, una vaca madura típicamente pesa 650 kg. 
Una raza sociedad se creó en 1926 para mejorar la raza, sino por la década de 1970 menos de treinta vacas se quedaron en dos rebaños. En 1982 la sociedad se restableció con la ayuda de las razas raras Supervivencia Fiduciario y la Universidad de Liverpool, y establecer un programa de pruebas de ADN para verificar la genealogías. en 2008 aconservation estrategia se ha puesto en marcha para mantener la base genética de la raza. En la actualidad hay unos 140 criadores incluidos 40 en Gran Bretaña. El Gobierno del Reino Unido hace el pago de incentivos a los agricultores la conservación de la raza en Irlanda del Norte.